# Соль Ён У
Соль Ён У (кор. 설영우; род. 5 декабря 1998, Ульсан) — южнокорейский футболист, правый защитник клуба «Црвена звезда» и сборной Республики Корея.

## Клубная карьера
Начинал футбольную карьеру в молодёжной команде местного клуба «Ульсан Хёндэ». С 2020 года играл за основную команду «Ульсан Хёндэ».
29 июня 2024 года перешёл в клуб «Црвена звезда».
1 октября 2024 года был номинирован на звание футболиста года в Азии за командные успехи в «Ульсане Хёндэ».

## Карьера в сборной
Играл в юношеских, молодёжных и олимпийской сборных Республики Кореи.
20 июня 2023 года в товарищеском матче против сборной Сальвадора (1:1) он дебютировал за основную сборную.

## Достижения

### Командные

#### «Ульсан Хёндэ»
- Победитель Лиги Чемпионов АФК: 2020
- Победитель Кей-лиги 1: 2022, 2023, 2024

#### «Црвена звезда»
- Победитель Суперлиги: 2024/25
- Обладатель Кубка Сербии: 2024/25

#### Сборная Республики Корея
- Победитель Азиатских игр: 2022

### Личные
- Молодой игрок месяца Кей-лиги 1: сентябрь 2021[8], ноябрь 2021[9]
- Молодой игрок года Кей-лиги 1: 2021[10]
- Молодой футболист года в Республике Корея: 2021[11]
- Вошёл в состав команды всех звёзд Кей-лиги 1: 2023[12]
- Вошёл в состав символической команды сезона Кей-лиги 1: 2023[13]
- Лучший игрок месяца Кей-лиги 1: октябрь 2023[14], декабрь 2023[14]
- Вошёл в состав символической команды сезона Суперлиги: 2024/25[15]